# Liam Davison
Liam Patrick Davison (29 juillet 1957 - 17 juillet 2014) est un romancier et critique australien. Il enseigne jusqu'en 2007 création littéraire à l'Institut Chisholm de Frankston.

## Biographie
Né à Melbourne, Davison a fait ses études au St Bede's College (en), à Melbourne et à Melbourne Teacher's College. En 1993 il reçoit le Prix Banjo du Conseil national du livre pour la fiction en 1993. Il a été sélectionné pour plusieurs prix littéraires tels que le prix Age du roman de l'année. Son travail a paru dans de nombreuses anthologies littéraires australienne,. Il a été un critique occasionnel pour le journal The Australian.
Davison et son épouse Frankie, enseignante au Toorak College, ont été tués le 17 juillet 2014 à bord du Vol 17 Malaysia Airlines abattu au-dessus de l'Ukraine.

## Publications
- The Velodrome (1988)
- The Shipwreck Party (nouvelles) (1989)
- Soundings (1993)
- The White Woman (1994)
- The Betrayal (1999)
- The Spirit of Australia (avec Jim Conquest) (1999)
- The Florilegium (2001)
- Collected Stories (1999, 2001, 2003, 2011, 2012, 2013)